# ワルシャワ地下鉄
ワルシャワ地下鉄（ワルシャワちかてつ、ポーランド語: Metro w Warszawie）は、ポーランドの首都ワルシャワで運行されている地下鉄である。ワルシャワの都心と、人口の多い北部および南部の郊外を結ぶ南北の1号線と、東西方向に走る2015年3月8日に開通した2号線の最初の区間で構成されている。

## 歴史

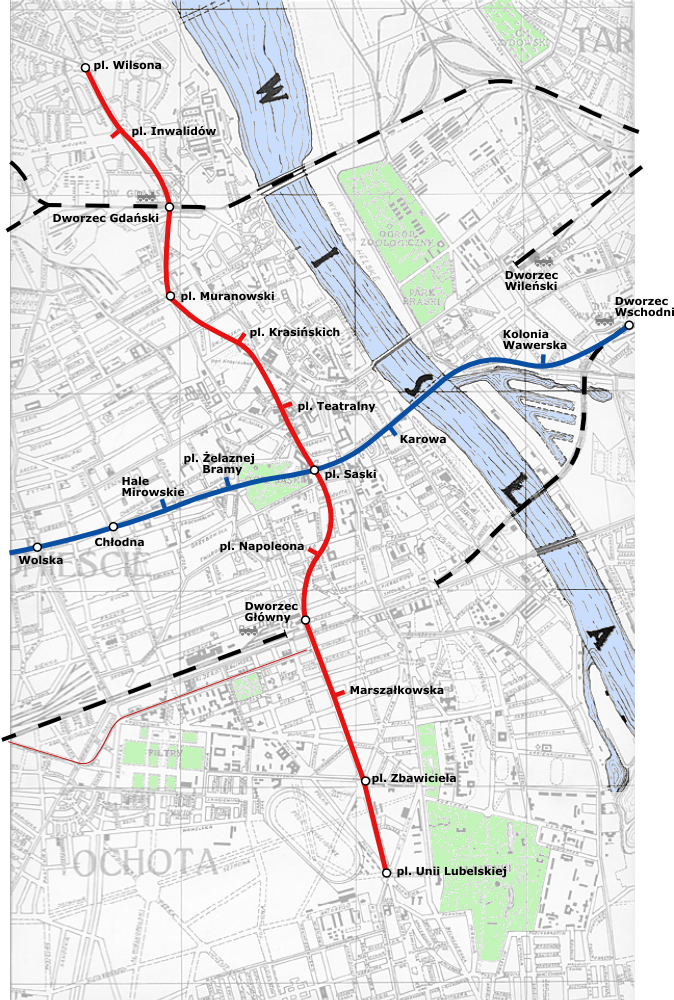
1938年に開始された地下鉄建設計画の最初の段階、実現することはなかった

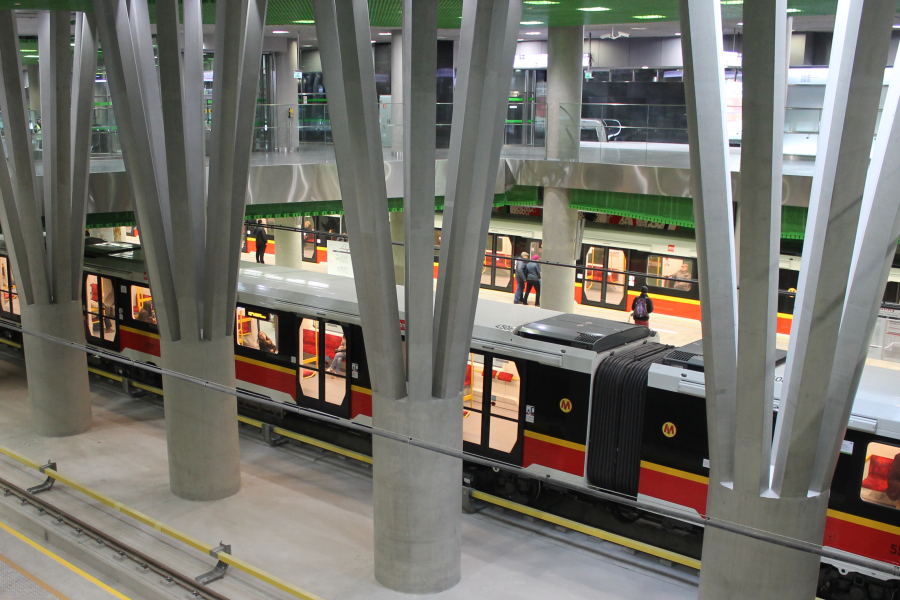
2号線のワルシャワ国立競技場駅

ワルシャワに地下鉄を建設する計画は、ワルシャワがポーランドの首都の地位を回復した1918年にまで遡る。地下の鉄道が、建物が密集する都心部の交通問題を解決する方法として期待された。ワルシャワの路面電車当局は、地下鉄を1920年代末には着工する計画で、1925年に事前計画とボーリング調査が開始された。しかし世界恐慌によってこの計画は葬り去られた。ステファン・スタジンスキが1934年にワルシャワの新市長に選出されると、地下鉄計画は再開された。市長は1920年代に作られた地下鉄計画に若干の修正を加え、1930年代末には建設に着手することを計画し、当時計画されていた2本の路線のうち最初の方は1940年代半ばまでに完成する予定となっていた。その時点で、地下鉄網の計画は2路線で構成されていた。A線は南北方向に走っており、全長7.5キロメートルでこんにちの路線におおむね沿っていた。南端はモコトゥフ、北端はジョリボシュであった。この路線は、新しく建設されるワルシャワ中央駅やそれに続く都市を東西に横断する鉄道トンネルと交差する計画になっていた。B線は東西方向に走っており、全長6.3キロメートルで西端のヴォラからフウォドナ通り (Chłodna) に沿って進み、サスキ宮殿の下にある中枢駅を通って、ヴィスワ川の急斜面に達する。そこから路線は地上に出て、ヴィスワ川に新しく架けられた橋を渡り東端のワルシャワ東駅に達する。合計して、35年で7路線が建設されることが計画されていた。工事はついに1938年に開始されたが、第二次世界大戦によりこの工事は中止となってしまった。1938年に建設された短いトンネルは、現在ではワインセラーとして使用されている。
第二次世界大戦ではワルシャワは大きな被害を受けた。大戦前の計画のほとんどは戦争中に中止に追い込まれたが、計画を策定した技術者のほとんどは戦争を生き延びて、計画の再開に参画すべくワルシャワに戻ってきた。しかし大戦後のポーランドの共産政権は、大戦前の構想とはまったく異なる都市計画を描いていた。理想的な共産主義者の都市として、ワルシャワは分散化され都心へ通勤する必要性はあまりなくなった。このためワルシャワ復興事務所は多くの技術者を、深い掘割で町を通過する高速都市鉄道 (SKM: Szybka Kolej Miejska w Warszawie) の計画の準備に割り当てた。大戦前のA線の計画に大半の点で沿っていた計画であったが、中央駅のみが地下に設置されることになっていた。しかし1940年代末にはこの計画は中止された。この代わりに1948年に異なる計画が検討された。今度はSKMは深さ15メートルを通る地下鉄として計画された。提案された南北方向の路線は、都心部で並行な3本の支線を持ち、ヴィスワ川に沿って発展する都市計画に沿っていた。しかしこの計画は着工されず、再び計画は破棄された。
1950年代には冷戦が激しくなり、ソビエト連邦の戦略計画により、ヴィスワ川を渡る安全な交通機関が必要とされた。これを達成する1つの手段として、ワルシャワに深さ46メートルにおよぶ深層の地下鉄網を建設する方法があり、地上の鉄道網と接続して兵員輸送手段とすることができた。計画では最初の路線は全長約11キロメートルで南北方向になり、ヴィスワ川を横断する支線を都心部で分岐することになっていた。川の両岸の合計17箇所で同時にこの工事は着手された。1953年までに771メートルの長さのトンネルが建設された。しかしヨシフ・スターリンが死去してデタントが始まると、技術的問題という理由ですべての工事が凍結された。その後数年間は、分岐点のトンネルと1箇所のシールドトンネルだけが建設を続けられた。こうした工事は、ワルシャワの地下の地層を掘りぬく最適な方法を検討するために実験的に行われていた。第四紀の土壌の下に鮮新世の粘土が広がる構造になっていたのである。最終的に1957年にすべての工事が中止となった。
1955年からは、浅い地下鉄の計画に再び戻ってきた。しかし計画策定は遅々として進まず、また経済状況から以降の共産政権は大きな事業を実際に開始することができなかった。最終的に1984年に、計画は政府に承認されて、最初のトンネルが建設された。資金の不足、問題のある計画、冗長な官僚主義のためにこの工事の進捗はとても遅く、1日に2メートルを超えることは無かった。地下鉄は1995年に合計11駅で開業した。最終的に1号線は全長22.7キロメートルに21駅となった。
続いて東西方向の2号線に2010年に着工し、2015年3月8日に最初の区間6.3キロメートル7駅が開業した。2019年9月15日に3.1キロメートルが延伸され3駅が新たに開業した。さらに2020年4月5日に3.4キロメートルが延伸され3駅が開業した。

年間乗客数と駅の数の推移

### 年表
| 区間                                                                                   | 開業日         | 距離 (km) |
| -------------------------------------------------------------------------------------- | -------------- | --------- |
| カバティ (Kabaty) – ワルシャワ工科大学 (Politechnika)                                  | 1995年4月7日   | 11.0      |
| ワルシャワ工科大学 (Politechnika) – ツェントルム (Centrum)                             | 1998年5月26日  | 1.4       |
| ツェントルム (Centrum) – ラトゥシュ・アルセナウ (Ratusz Arsenał)                       | 2001年5月11日  | 1.7       |
| ラトゥシュ・アルセナウ (Ratusz Arsenał) – ワルシャワ・グダンスク駅前 (Dworzec Gdański) | 2003年12月20日 | 1.5       |
| ワルシャワ・グダンスク駅前 (Dworzec Gdański) – ウィルソン広場 (Plac Wilsona)           | 2005年4月8日   | 1.5       |
| ウィルソン広場 (Plac Wilsona) – マルィモント (Marymont)                                | 2006年12月29日 | 0.9       |
| マルィモント (Marymont) – スウォドヴィエツ (Słodowiec)                                 | 2008年4月23日  | 1.0       |
| スウォドヴィエツ (Słodowiec) – ムウォチヌィ (Młociny)                                  | 2008年10月25日 | 3.0       |
| ダシンスキ・ロータリー駅 - ワルシャワ・ヴィリニュス駅前駅                              | 2015年3月8日   | 6.3       |
| ワルシャワ・ヴィリニュス駅前駅 - トロツカ駅                                            | 2019年9月15日  | 3.1       |
| ダシンスキ・ロータリー駅 - クシェンチャ・ヤヌーシャ駅                                  | 2020年4月5日   | 3.4       |
| 合計: 34 駅                                                                            |                | 35.5 km   |

## 路線
| 色 | 路線名 | 開業年        | 区間                                    | 距離                              | 駅数                    |
| -- | ------ | ------------- | --------------------------------------- | --------------------------------- | ----------------------- |
|    | 1号線  | 1995年-2008年 | カバティ駅 - ムウォチヌィ駅             | 22.7 km                           | 21                      |
|    | 2号線  | 2015年        | クシェンチャ・ヤヌーシャ駅 - トロツカ駅 | 12.8 km 計画中含めると合計32.0 km | 13 計画中含めると合計27 |
|    | 3号線  | 計画中        | ワルシャワ国立競技場駅 - ゴツワフ駅     |                                   | 8                       |

### 1号線
1995年4月7日に開通したワルシャワ初の地下鉄路線である。その後、徐々に延伸され続け、2008年10月に当初計画された全線が完成した。カバティ駅からワルシャワを南北に結び、ムウォチヌィ駅まで走っている。途中のワルシャワ・グダンスク駅前駅とツェントルム駅でポーランド国鉄に接続している。シフィエントクシスカ駅は2号線への乗り換え駅となっている。

### 2号線
東西を結ぶ2番目の路線の最初の区間の建設契約は2009年10月28日に結ばれ、2010年8月16日に着工された。この区間はヴィスワ川をくぐるトンネルを含む全長6.3キロメートルで、1号線との乗換駅となるシフィエントクシスカ駅を含めて7つの駅があり、2015年3月8日にダシンスキ・ロータリー駅とワルシャワ・ヴィリニュス駅前駅の6.3km区間が開通した。さらに2019年9月15日にワルシャワ・ヴィリニュス駅前駅からトロツカ駅まで3.1km区間が開業した。2020年4月5日も3.4km区間が開業した。現在も建設が続けられており、全線が完成すると32km、27駅の路線となる予定である。 シフィエントクシスカ駅は1号線への乗り換え駅となっている。

### 3号線
3号線は8駅で構成される計画路線となっている。

## 車両
| 路線 | 現用車両                                  | 画像 | 投入年        | 更新年        | 運行方式     | 編成両数 | 編成全長 | 座席数 | 定員 |
| ---- | ----------------------------------------- | ---- | ------------- | ------------- | ------------ | -------- | -------- | ------ | ---- |
| M1   | メトロワゴンマッシュ、ワゴンマッシュ 81型 |      | 1990年–2009年 | 2005年–2007年 | ワンマン運転 | 6        | 115.4 m  | 260    | 1200 |
| M1   | アルストム・メトロポリス98B型             |      | 2000年–2005年 | —             | ワンマン運転 | 6        | 117.1 m  | 264    | 1454 |
| M1   | シーメンス Inspiro                        |      | 2013年        | —             | ワンマン運転 | 6        | 117.7 m  | 232    | 1500 |
| M2   | シーメンス Inspiro                        |      | 2013年        | —             | ワンマン運転 | 6        | 117.7 m  | 232    | 1500 |

当初は、すべての車両はロシア製であった。この車両は旧ソビエト連邦からの供与として地下鉄が開通する5年前の1990年にワルシャワへ到着したもので、モスクワ近郊のムィティシにあるメトロワゴンマッシュで製造された、81-717.3/714.3型10両である。追加の車両として、サンクトペテルブルクのワゴンマッシュから1994年に81-572/573型32両が、そして1997年に81-572.1/573.1型18両が届いた。
1998年にアルストムに108両の新車が発注された。これらの車両は2005年までに納入された。このうち24両がバルセロナで、残りがホジュフで製造された。2006年には追加車両がロシアに発注され、2007年中に納入された。これは既存のロシア製編成に追加して編成を長くするためのものであった。
2011年現在、40編成中15編成がロシア製の古い車両で、7編成がロシア製の新しい車両で、18編成がアルストム製の車両となっている。ロシア製とアルストム製の車両は互換性が無く、同じ編成に連結して使うことはできない。一方ロシア製のものは、両端にある運転台付の車両の仕様が揃っていれば、古い車両と新しい車両を混在させることができる。
2011年2月には、シーメンス製の"Inspiro"を35編成発注する契約が結ばれた。このうちのかなりの部分は、ポーランドのネヴァクが製造を担当することになった。最初の5編成は2013年に営業に投入された。しかし2013年11月に火災事故が発生し、安全上の理由から全5編成が、問題が確認されるまで運用から外された。原因の調査が完了した後2014年3月に運用が再開された。

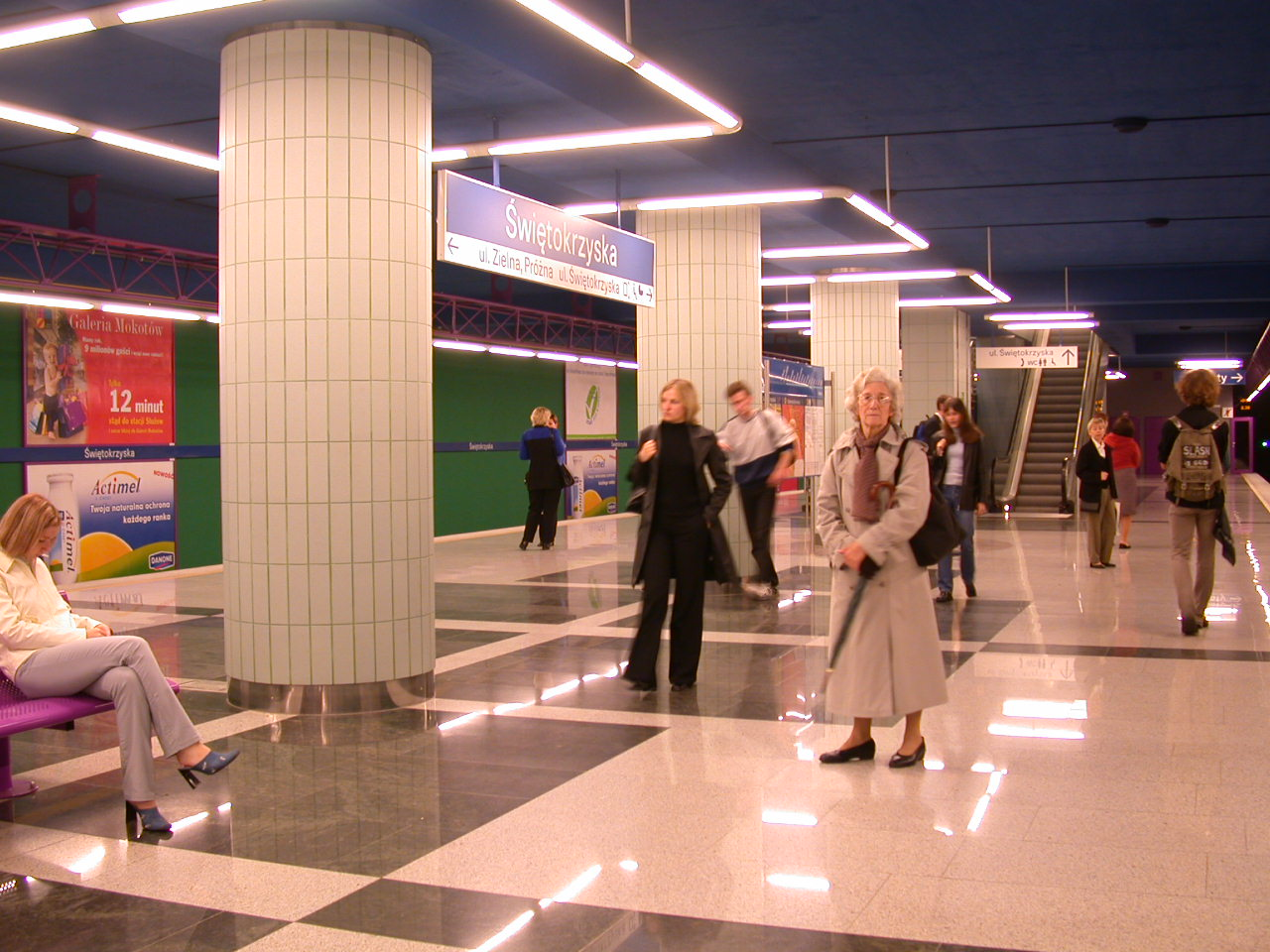
シフィエントクシスカ駅（ポーランド語版）
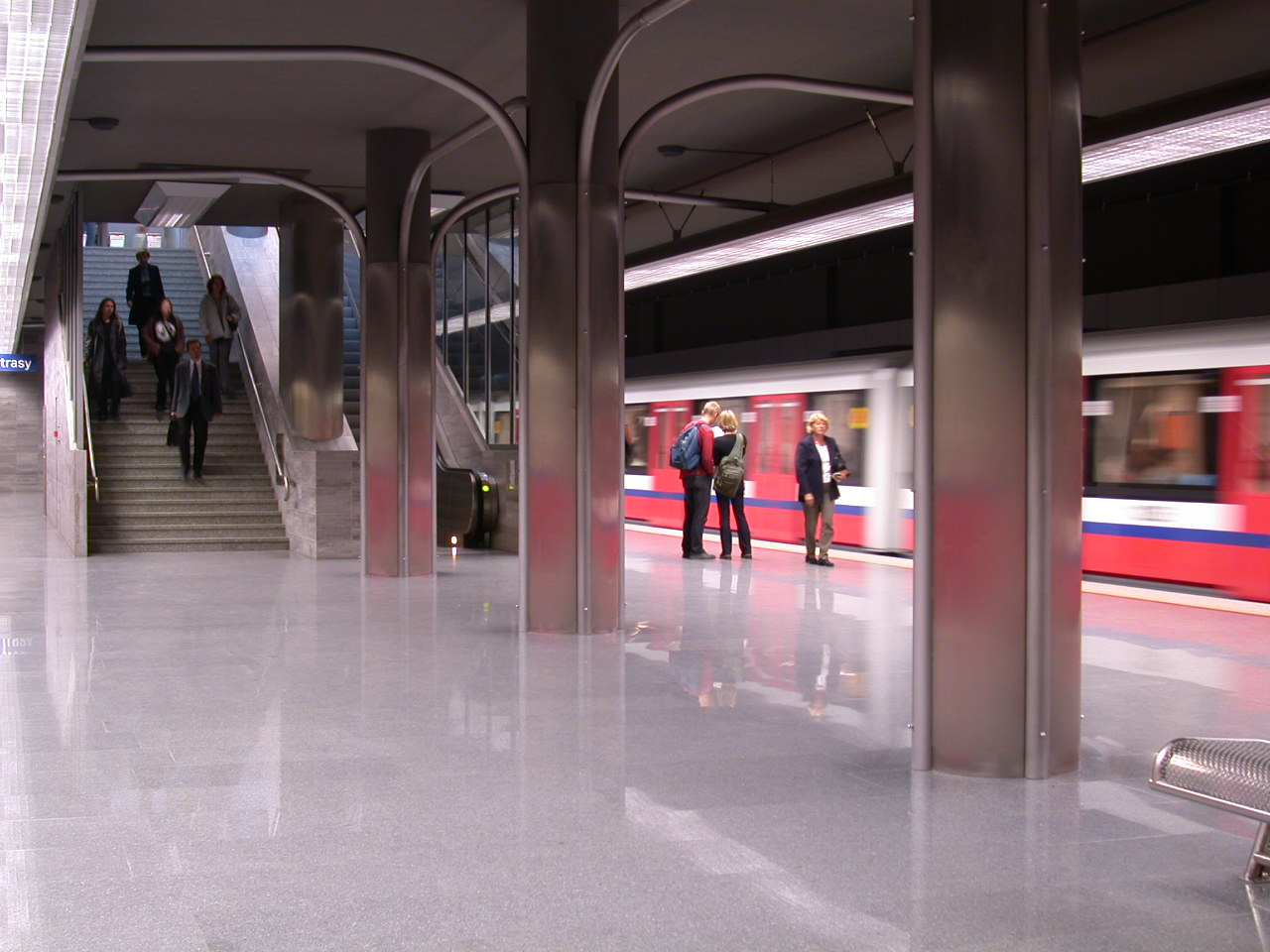
ラトゥシュ・アルセナウ駅（ポーランド語版）
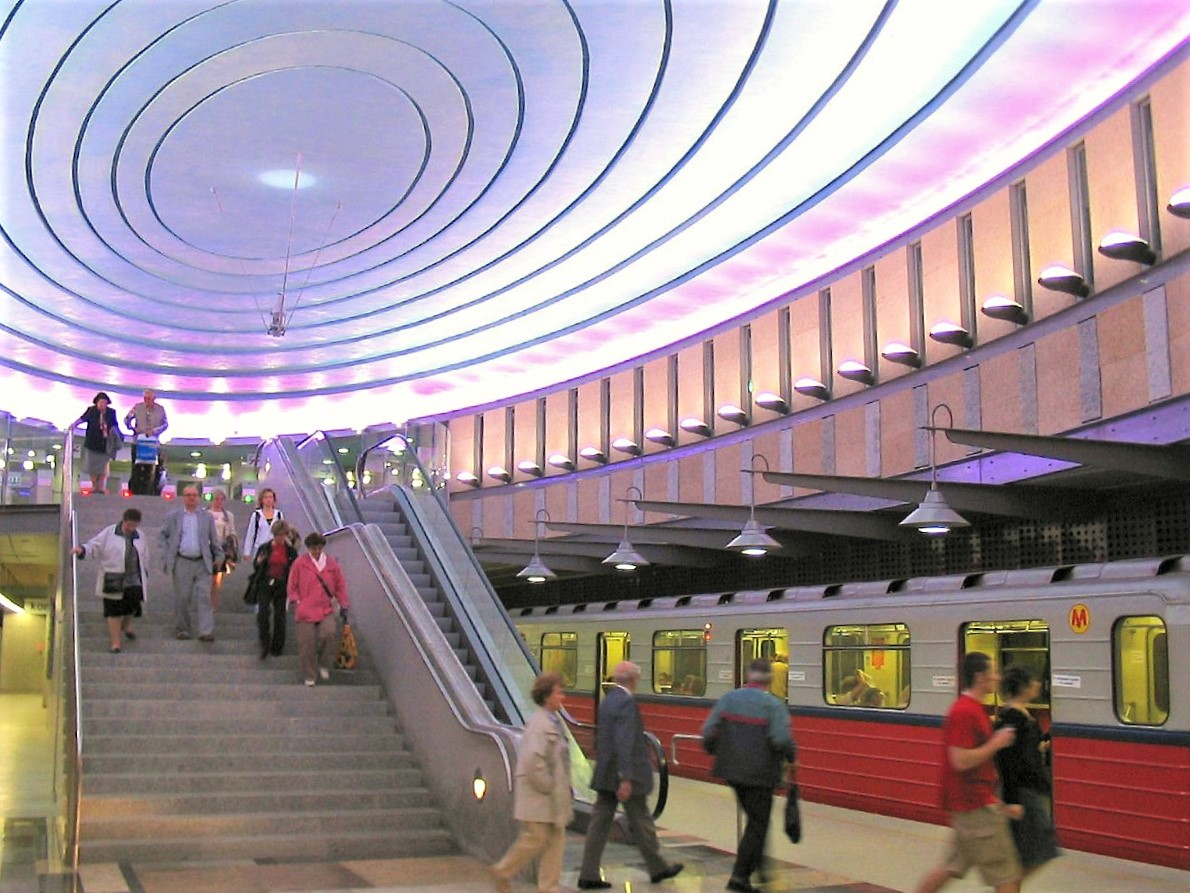
ウィルソン広場駅（ポーランド語版）
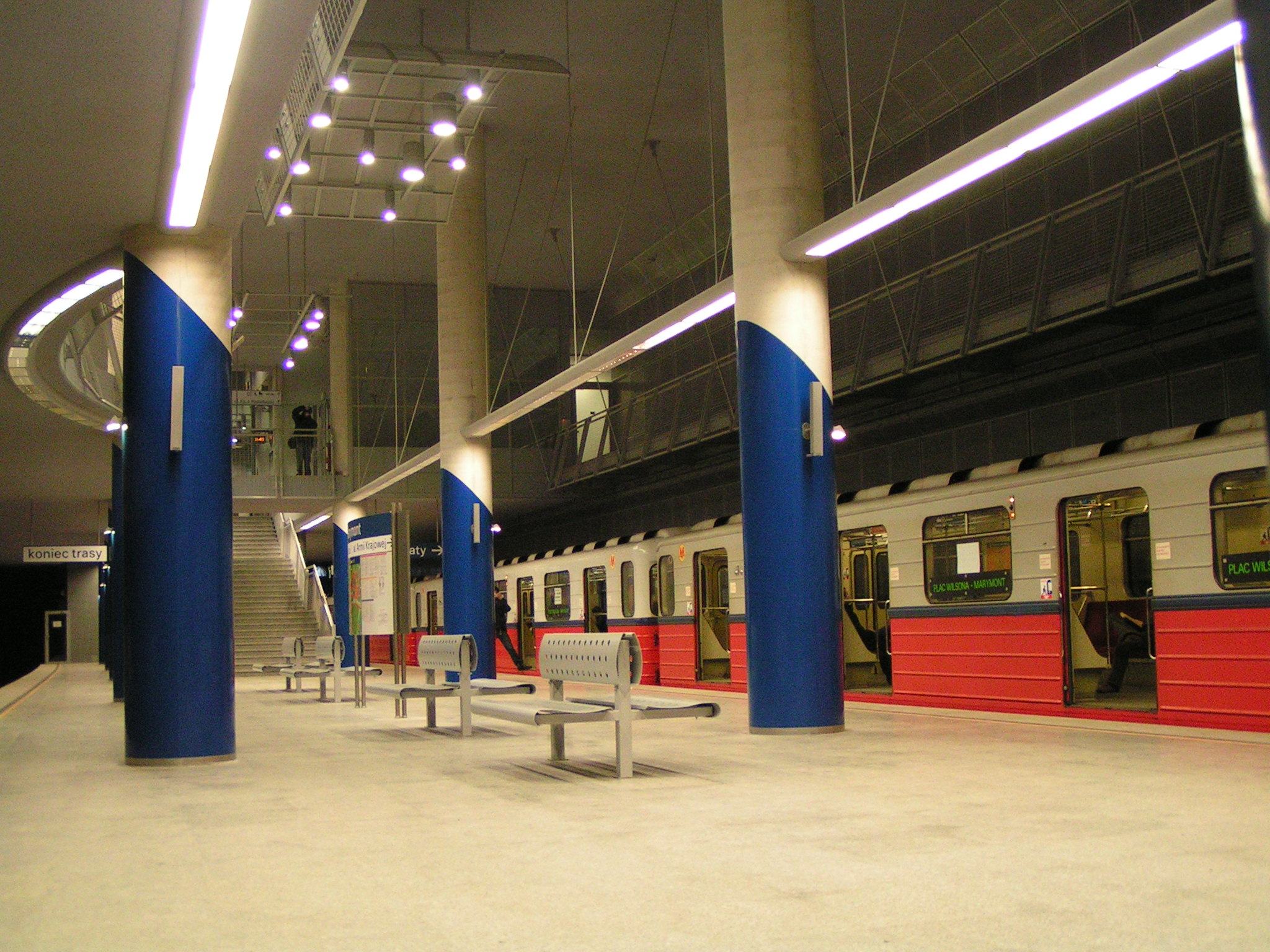
マルィモント駅（ポーランド語版）

### 車両基地
唯一の車両基地がカバティ駅の南にある。ポーランド国鉄のワルシャワ＝オケンチェ駅と車両基地を結ぶ単線の連絡路線が存在する。この連絡線は非電化であり、時折車両の交換に使用されているだけである。

## 計画

ワルシャワ地下鉄の路線図、南北方向に現在の路線を、東西方向に計画中の路線を示す

1号線に追加で計画されている2駅

1番目の路線（1号線）は初期に提案されていた、より東や西へも伸ばす計画（そのうち一方は計画中の4号線になる）に比べて妥協して、市内でも重要な場所のいくつかには行かない計画となった。たとえば、ワルシャワの主な観光地であるが公共交通の不十分なワルシャワ旧市街は直接通っておらず、その西側およそ600メートルのところを通っている。また、ワルシャワ中央駅も通っておらず、最寄り駅は400メートル以上東にある。2号線も中央駅を通らず、最寄りの駅は約400メートル北にある。2015年3月の2号線の開通まで、ワルシャワでの地下鉄網はヴィスワ川の西岸に限られており、ワルシャワの都心と東岸を結ぶ大きなボトルネックとなっているヴィスワ川の橋の問題を解消することができていなかった。オケンチェ空港（ワルシャワ・ショパン空港）へ結ぶ3号線の計画は、見通し可能な将来の範囲では破棄されている。
交通計画の担当者は、ワルシャワの西部郊外を走るワルシャワ通勤鉄道 (WKD) はワルシャワの路面電車網または地下鉄あるいは将来的な近郊鉄道網とより緊密に統合することができると提案している。最初のそうした計画は1930年代末に準備されており、都心部を東西に抜ける鉄道トンネルはそうした鉄道と地下鉄が共用できるようになっていた。1990年代半ばにワルシャワ通勤鉄道、ポーランド国鉄、ワルシャワ地下鉄は一時的に統合されて、ワルシャワのトラベルカードは近郊鉄道でも有効となった。しかしこの提案は、1999年に経済的な問題から破棄されてしまった。

### 将来的な拡張
- Plac Konstytucji駅とMuranów駅は、当初の計画に含まれていながら費用削減のために省略され、2009年までに建設される計画であったがこれも建設が始まっておらず、近日中に着工の見通しは無い。.
- 2号線の最初の区間（中央部分）は、7駅で構成されている[14]。Rondo Daszyńskiego駅、Rondo ONZ駅、Świętokrzyska駅、Nowy Świat駅、Powiśle駅、Stadion駅、Dworzec Wileński駅である。ヴィスワ川の下をPowiśle駅とStadion駅の間でくぐる。この区間の建設資金の多くは欧州連合によって保証されており、建設工事は2010年8月に開始された。当初計画されていた、UEFA欧州選手権2012までのこの区間の完成は楽観的に過ぎ、2015年3月に開通となった。この路線は1号線に比べて速い建設を可能とする新しい掘削技術が用いられた。全部で28駅となる残りの区間はそのあと建設される予定である。2号線用（一部1号線用）の35編成の入札が実施され、シュコダとワゴンマッシュが最低価格を入札したが[15]、シーメンス/ネヴァグが多くの得点を得て発注業者に選ばれた[16]。
- ワルシャワの最終的な地下鉄計画では4路線で100キロメートルを予定している[17]。